# Lysiteles guangxiensis
Lysiteles guangxiensis là một loài nhện trong họ Thomisidae.
Loài này thuộc chi Lysiteles. Lysiteles guangxiensis được miêu tả năm 1999 bởi He & Hu.